# Somjit Jongjohor
Somjit Jongjohor (taj. สมจิตร จงจอหอ; ur. 19 stycznia 1975) – tajski bokser wagi muszej, mistrz olimpijski, mistrz świata.
Największym sukcesem zawodnika jest złoty medal igrzysk olimpijskich w Pekinie w kategorii muszej (do 51 kg), wcześniej startował też na igrzyskach olimpijskich w Atenach. Mistrz świata (2003) i wicemistrz świata (2007), dwukrotny medalista igrzysk azjatyckich (2002, 2006).